# Ліхтарна акула вест-індійська
Ліхтарна акула вест-індійська (Etmopterus robinsi) — акула з роду Ліхтарна акула родини Ліхтарні акули.

## Опис
Загальна довжина досягає 34 см. Голова помірно довга. Морда коротка та широка. Очі великі, овальні, світяться зеленуватим світлом. Невеличкі бризкальця розташовані позаду очей. У неї 5 пар коротких зябрових щілин. Тулуб стрункий. Має 2 невеликих спинних плавця з шипами. Перший спинний плавець розташовано позаду грудних плавців. Задній плавець — позаду черевних. Черево доволі довге. Задній плавець більше за передній. Хвостове стебло довге. Хвіст тонкий.
Забарвлення переважно коричнювате. На череві, нижній стороні голови, в області хвостового стебла присутні чорні плями, на яких є фітофтори. Останні можуть світитися у темряві.

## Спосіб життя
Тримається на глибині від 400 до 800 м. Активний хижак. Полює на здобич біля дна та у середніх шарах води. Живиться дрібними донними безхребетними, кальмарами та костистими рибами.
Статева зрілість самців сягає при розмірі 26 см. Це яйцеживородна акула.

## Розповсюдження
Мешкає біля Флориди (США), Куби, Гаїті, Нікарагуа, північних Малих Антильських островів, Віргінських островів.